# Diodora fragilis
Diodora fragilis är en snäckart som beskrevs av Farfante och Henriquez 1947. Diodora fragilis ingår i släktet Diodora och familjen nyckelhålssnäckor. Inga underarter finns listade i Catalogue of Life.